# NGC 4689
NGC 4689 is een spiraalvormig sterrenstelsel in het sterrenbeeld Hoofdhaar. Het hemelobject ligt 55 miljoen lichtjaar van de Aarde verwijderd en werd op 12 april 1784 ontdekt door de Duits-Britse astronoom William Herschel.

## Synoniemen
- UGC 7965
- MCG 2-33-22
- ZWG 71.43
- VCC 2058
- IRAS 12452+1402
- PGC 43186